# Raça Negra
O Raça Negra é um grupo de pagode formado na cidade de São Paulo em 1983.
É um dos grupos pioneiros do desenvolvimento da vertente romântica do gênero. Com um estilo de samba carregado de romantismo, influenciado também pelo pagode.
Lançando um disco a cada ano, emplacaram inúmeros sucessos como “Cigana”, “Doce Paixão” e “Cheia de Manias” e deu início à era do pagode, o samba paulista, que invadiria as rádios populares no início dos anos 90. Lançou mais de dezoito discos. O sucesso se manteve por boa parte da década e a banda chegou a ter o maior cachê cobrado por um show nacional na década de 1990.
O Raça Negra é um dos artistas que mais venderam no Brasil, com mais de 16 milhões de gravações comercializadas.

## História
Com liderança do vocalista Luiz Carlos, seu início se deu na periferia da Zona Leste de São Paulo, no bairro Vila Nhocuné, em 1983, com um trio, ao lado de Paulinho e Fena. Formaram o grupo "A Cor do Samba", mas como o nome acabou gerando piadas maldosas, por sugestão dos fãs que já acompanhavam o grupo em suas apresentações no Bar do Coalhada, deram a sugestão de banda Raça Negra, que assim passou a se chamar. A banda Raça Negra, que tocava músicas de outros cantores em ritmo de samba, como Tim Maia, Jorge Ben Jor e Cassiano, aos poucos foi juntando seus integrantes. Gravaram uma fita, foram em busca de gravadoras e depois de algum tempo foram descobertos pelo produtor musical Antônio Carlos de Carvalho, da gravadora RGE, que se interessou pelo trabalho após assistir uma apresentação da banda no Bar Channel, em São Paulo.
Assinaram contrato em 1990 e gravaram seu primeiro disco (já com sete integrantes) em 1991, oito anos depois de ser criada. Neste primeiro trabalho, Raça Negra - Vol. 01, fez sucesso a música "Caroline", de Luiz Carlos, o que fez o grupo receber convites para se apresentar em programas de televisão do Rio de Janeiro e São Paulo. Outro destaque do trabalho foi "Quero ver você chorar". A partir daí as propostas de shows aumentaram e o grupo passou a se apresentar em várias capitais do país.
O segundo LP foi lançado em 1992, e fez sucesso com as canções "É o Amor" da dupla sertaneja Zezé de Camargo & Luciano; "Pensando em você" (Luiz Carlos/Maia); e principalmente "Cigana" (Gabu), que foi uma das mais tocadas no Brasil.
No terceiro LP, do mesmo ano, vieram "Será" de Renato Russo e "Cheia de Manias", um dos maiores clássicos do grupo até hoje.
O LP em 1993 foi marcado pelas músicas ‘’Ciúme de você‘’, ‘’Estou mal", ‘’Doce paixão’’ e ‘’Quando Te Encontrei‘’.
A música de trabalho do álbum de 1994 foi uma regravação do rock brasileiro ‘’Pro dia nascer feliz’’, de Cazuza, que levou o banda mais uma vez ao top dos sucessos e a participar de uma campanha nacional que alertava a população quanto os perigos da AIDS.
Em 1995, a canção "É Tarde Demais" entrou para o Livro dos Recordes Guinness como a música mais tocada em 1 único dia no mundo: 600 vezes em 20 de julho. No mesmo ano, a banda reuniu 1 milhão e 500 mil pessoas em um único show para o Dia dos Trabalhadores no Vale do Anhangabaú, em São Paulo (principalmente na época, um dos maiores públicos que já houve no Brasil e dos poucos não tão atrás de Rod Stewart no réveillon de 1994 em Copacabana; quando compareceram 3,5 milhões de pessoas). Nos Estados Unidos, reuniu 700 mil pessoas em uma praça pública. Em Angola, na capital nacional Luanda, no Estádio da Cidadela; reuniu mais de 80 mil pessoas, em um show que durou mais de 4 horas.
Em 1998, veio o nono LP e, em meados de 1999 o CD Raça Negra Ao Vivo pela gravadora Universal, voltando as paradas de sucesso com a canção "Deus Me Livre", regravação do sucesso de Ataíde & Alexandre. Neste disco, a banda regravou alguns de seus sucessos "Estou mal" (Luiz Carlos e Antônio Carlos de Carvalho) e "Preciso dar um tempo (Luiz Carlos e Elias Muniz).
Em 2002, a Banda Raça Negra em "Dueto" com Neguinho da Beija-Flor, interpretou "Talismã" no disco "Os melhores do ano III, da gravadora Indie Records. Neste mesmo ano foi lançado o livro "Velhas Histórias", memórias futuras, (Editora Verz de Eduardo Granja Coutinho. Neste livro o autor faz várias referências a banda e, neste mesmo ano, lançou o CD Raça Negra Samba Jovem Guarda, que teve a presença de Erasmo Carlos na faixa "O Bom" e foram inclusos vários sucessos da fase áurea da Jovem Guarda, todos em ritmos de samba.
Em 2003, como convidado, Neguinho da Beija Flor, participa do disco "Duetos" no qual a Banda interpretou "Talismã". Neste mesmo ano, comemora-se 20 anos de carreira da Banda Raça Negra e foi lançado o cd "A vida por um beijo", disco que contou com oito composições inéditas de Luiz Carlos, entre elas, uma versão de "I Don’t want to talk about it" sucesso de Rod Stewart e liberada pelo próprio cantor, que na versão de Luiz Carlos ganhou o nome de "Vem me amar".
Em 2004, foi lançado o DVD em Fortaleza patrocinado pela Universal, onde até então os artistas eram os principais responsáveis financeiramente pelo lançamento de seus DVDs.
Em 2009, surge então o novo trabalho da Banda Raça Negra, o CD Boa Sorte, com músicas inéditas.
Em 20 de janeiro de 2014, o ônibus em que grupo viajava tombou na BR-101, no município de Goiana, na Grande Recife; havia deixado seis músicos levemente feridos.
Gravado em março de 2022 em Florianópolis, O Mundo Canta Raça Negra contou com canções inéditas, regravações de grandes hits da banda e teve a participação da dupla Jorge & Mateus, dos cantores Dilsinho e Tierry, as atrações internacionais Anselmo Ralph e Joey Montana e como convidada especial, a atriz Juliana Paes.
Em 2023, após pouco mais de 24 anos de atuação da banda, o músico Fabinho César deixa o grupo.
Nos Jogos Olímpicos de 2024, a ginasta Júlia Soares usou um trecho de "Cheia de Manias" para sua apresentação no solo da Ginástica Olímpica.
No dia 5 de junho de 2025, Edson Café, ex-integrante do grupo, morreu aos 69 anos de idade, ele foi encontrado morto numa rua de São Paulo. Chegou a ser socorrido mas não resistiu, a polícia investiga o caso como morte suspeita, a causa da morte foi um infarto o ex-integrante do grupo vivia em situação de rua depois do AVC que sofreu que paralisou o lado direito do corpo impedindo de tocar violão e tantã. O ex-músico teve diversas internações e recaídas, chegou a morar numa casa de aluguel, mas por estar devendo foi obrigado a sair de casa, chegou a trabalhar como guardador de carros e chegou a pedir dinheiro nas ruas para pagar o aluguel da casa que morava.

## Integrantes
Formação atual
- Luiz Carlos (voz e violão)[1]
- Fernando Monstrinho (tantã)
- Fininho (bateria)

Ex-integrantes

- Paulinho (1983-1999) (baixo)
- Fena (1983-2013) (surdo)
- Gabu (1991-1997) (pandeiro e voz)
- Júlio Vicente (1991-1997) (teclados)
- Irupê (1991-2013) (saxofone e flauta)
- Edson Café[27] (1991-2005) (violão/pandeirola)
- Fabinho Cesar (1999-2023)[20] (pandeiro e violão)

## Discografia
| - Raça Negra 1 (1991) - Raça Negra 2 (1992) - Raça Negra 3 (1992) - Raça Negra 4 (1993) - Raça Negra 5 (1994) - Raça Negra 6 (1995) | - Raça Negra 7 (1996) - Raça Negra 8 (1997) - Raça Negra 9 (1998) - Vem pra Ficar (2000) - Raça Negra (2001) - A vida por um Beijo (2003) | - Raça Negra 23 (2006) - Boa Sorte (2010) - Raça Negra 36 (Inédito) (2012) - Raça Negra Rei do Baile (2015) |

## Cultura pop
Em 2017, o vocalista Luiz Carlos participou de uma promoção da empresa americana de chocolates Hershey's, na qual foi gravado uma nova versão do hit "Cheia de Manias" em versão reggaeton e um videoclipe da música. No vídeo, foram utilizadas diversas montagens do artista segurando diferentes tipos de barra de chocolate, com trocadilhos referentes ao refrão da música.